# 9577 Gropius
A 9577 Gropius (ideiglenes jelöléssel 1989 CE5) a Naprendszer kisbolygóövében található aszteroida. Freimut Börngen fedezte fel 1989. február 2-án.
Nevét Walter Gropius (1883 – 1969) német építész után kapta.